# Аксьонова Лідія Валер'янівна
Лідія Валеріановна (Валер'янівна) Аксьонова (рос. Аксёнова Лидия Валериановна (Валерьяновна); рум. Lidia Axionov; нар. 19 липня 1923 Покровськ — пом. 18 вересня 2019 Кишинів) — радянська молдовська хоровий і симфонічний диригентка, педагогиня, музично-громадський діяч. Довгі роки залишалася єдиною в Молдові жінкою-диригенткою Симфоні́чного орке́стру. Перший Професор хорового диригування Молдови. Заслужений діяч мистецтв Молдавської РСР. .

## Життєпис
У 1941 – 1942 вчителька німецької мови у школі міста Красноармійськ Саратовської області.
З 1942 – 1944 студентка Саратовського Медичного інституту та медсестра у військовому госпіталі.
У 1944—45 роках Лідія Аксьонова навчалася співу в Саратовській консерваторії у Алевтини Пасхалової . 
У 1952 закінчила диригентський факультет Білоруськoi консерваторії (клас симфонічного диригування Cамуїла Львовича Ратнера і клас хорового диригування Ніколая Фьодоровича Маслова).
З 1952 - 2016 року була провідним педагогом диригування Молдови в Академії музики, театру і образотворчих мистецтв  Республіки Молдова.
Різностороння діяльність Л. В. Аксенової відіграла важливу роль у розвитку молдавського хорового мистецтва. У різні роки вона керувала кафедрою хорового диригування, оркестром у Державному російському драматичному театрі ім. А. П. Чехова, керувала хором консерваторії та підготовкою до оперних спектаклів. Була головою хорового товариства та членом правління спілки музичних діячів Молдови.
У 1964 року Л.В. Аксьонова організувала хор спеціальної музичної школи ім Євгена Кокі.У репертуарі колективу були твори молдавських, радянських та зарубіжних композиторів. Хор став музично-методичним центром республіки у хоровому вихованні. Понад тисячу захоплених хоровим співом молодих людей пройшли через руки професора і згодом багато з них стали яскравими представниками молдавського мистецтва. Вона виступила ініціатором проведення Свята пісні Респбліки: на 1-му, 2-му та 3-му з них очолювала зведений хор, чий склад зріс з 700 до 10000 дітей.

## Педагогічна діяльність
Педагогічна діяльність Аксьонової тривала понад 70 років, і за цей час вона виховала понад 350 фахівців. Музичні критики зараховували її до ряду видатних музичних педагогів  в Молдові.
Серед  її випускників — Народна артистка СРСР Софія Ротару,  народний артист Молдови, професор Теодор Згуряну, народний артист Росії, професор Едуард Маркін, народні артистки Молдови Ілона Степан, Світлана Попова,  заслужений артист України Михайло Магальник, заслужений діяч мистецтв Молдавської РСР, професор Василий Кондря, заслужена артистка Молдови Вероніка Галеску, народна артистка придністров'я, професор Тетяна Твердохліб, професор Микола Чолак, професор Світлана Силоч, доктора мистецтвознавства Лариса Балабан, Луміниця Гуцану. Не можна не назвати студентів хорової кафедри, яким Лідія Валер'янівна читала в консерваторії курси хорової літератури та читання хорових партитур, серед них була Вероніка Гарштя — Народна артистка СРСР, професор
Лідія Валеріановна Аксьонова померла 18 вересня 2019 року в Кишиневі. Похована на кишинівському цвинтарі Святого Лазаря поряд із чоловіком (71 квартал).

## Нагороди
- Медаль «Ветеран праці»
- Заслужений діяч мистецтв Молдавської РСР
- Орден «Трудова слава» (Молдова)
- Орден Пошани (Молдова)[7]

## Родина
- Батько - Валеріан (Валер'ян) Михайлович Аксьонов (1896 – 1980), адвокат[8]
- Мати - Клавдія Іванівна Аксьонова (уроджена Живаєва), (1894 - 1967), вчителька, нагороджена орденом Леніна[9]
- Чоловік - Фішман Макс Шахнович (1915 – 1985), композитор, піаніст, музичний педагог [10][11][12][13][14]
- Діти – Бено Аксьонов, актор, режисер[15][16], director and drama instructor Beno_Axionov] та Артур Аксьонов, піаніст, педагог [17][18][19][20][21].

## Книги та статті
- Аксёнова Л. В: "Репетиции с хоровым коллективом": [методический сборник] / Кишинев: Cartea Moldovenească 1966 г., 56 стр.
- Аксёнова Л. В: "Песни Белоруссии" газета "Советская Молдавия" Кишинёв 1970 г.
- Аксёнова Л. В., Богдановский Е.М: "Молдавская хоровая музыка" / Кишинев: Cartea Moldoveneasca, 1972. – 52 стр.
- Аксёнов Л. В: "Хоровой класс в средней специальной музыкальной школе" — Москва, 1973 г.
- Аксёнова Л. В: "Курс лекций по зарубежной хоровой литературе" / Гос. институт искусств им. Г. Музическу, Кафедра хорового дирижирования. – Кишинeв, 1976 – находится в библиотеке AMTAP.
- Аксёнова Л. В: "Советская хоровая литература": метод. пособие для заочников. Часть 1 / Государственный ин-т искусств им. Г. Музическу, Кафедра хорового дирижирования. – Кишинев, 1977. – 125 р. – находится в библиотеке AMTAP.
- Аксёнова Л. В: "Советская хоровая литература": метод. пособие для заочников. Часть 2 / Государственный ин-т искусств им. Г. Музическу, Кафедра хорового дирижирования. – Кишинев, 1978 – 125 стр. – находится в библиотеке AMTAP.
- Аксёнова Л. В: "Роль Института искусств в развитии детского хорового пения в Молдавии" / Кишиневский гос. ин-т искусств им. Г. Музическу – Кишинeв, 1980 г.
- Аксёнова Л. В: "Проблемы воспитания молодого специалиста в вузе культуры" / Кишиневский гос. ин-т искусств им. Г. Музическу. – Кишинeв, 1980 г.
- Аксёнова Л. В: "Жизнь в музыке": [о деятельности хормейстера и педагога Г. Стрезева] / газета "Вечерний Кишинёв" – 1994. – 7 июля.
- Аксёнова Л. В: "Георгий Стрезев" — Кишинев: Инесса, 2003 г. 96 стр.
- Аксёнова Л. В: "Молдавские композиторы детям": Методический очерк по специальности "хоровое дирижирование" / Кишинёв: Академия Музыка, театр и изобразительных искусств, 2008 г., 30 стр., ISBN: 978-9975-9999-4-6 [22]и другие.